# Aurelio Matilla Jimeno
Aurelio Matilla Jimeno (n. 1901) fue un militar y topógrafo español.

## Biografía
Nacido en septiembre de 1901 en Guadalajara, fue militar de carrera. Cursó estudios en la Academia de Infantería de Toledo, diplomándose posteriormente en Estado Mayor. Entre 1927 y 1936 formó parte de la Comisión geográfica de Marruecos. En julio de 1936 era jefe de la Sección topográfica de la IV División Orgánica.
Tras el estallido de la Guerra civil se mantuvo fiel a la República. Entre 1936 y 1937 fue jefe de Estado Mayor de la IV División Orgánica, en Barcelona. Durante algún tiempo también fue miembro de la Consejería de Defensa de la Generalidad de Cataluña. Posteriormente sería jefe de Estado Mayor del XIX Cuerpo de Ejército y del Grupo de Ejércitos de la Región Oriental (GERO). También fue 2.º jefe de Estado Mayor del Ejército de Levante, a las órdenes del general Juan Hernández Saravia.
A comienzos de marzo de 1939, próximo el fin de la guerra, fue ascendido al rango de coronel por decreto gubernamental.
Hacia el final de la contienda marchó al exilio en Francia. Posteriormente se trasladaría a Sudamérica, instalándose en la República Dominicana, donde ejerció como docente universitario y como subdirector del Instituto Geográfico y Geológico. En 1947 perdió su trabajo en la Universidad de Santo Domingo por presiones del régimen de Trujillo, viéndose obligado a salir del país. Se instaló junto a su familia en Puerto Rico, donde encontró trabajo como docente en la Universidad de Puerto Rico-Mayagüez —donde llegaría a ser rector—. En la década de 1970 regresó a España y se instaló en Madrid, ciudad en la que fallecería.

## Familia

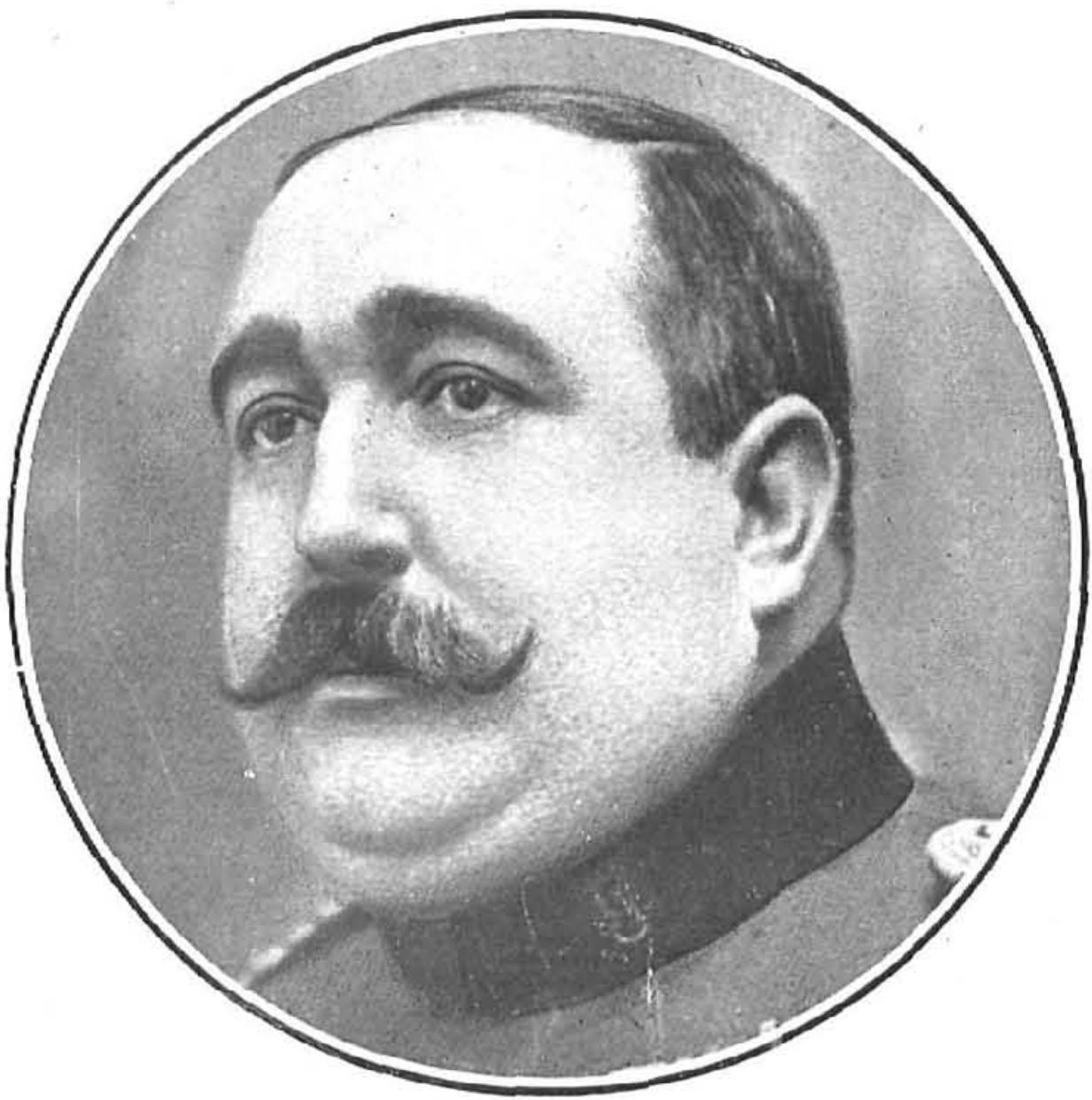
Aurelio Matilla García del Barrio, padre de Aurelio Matilla Jimeno.

Nació en el seno de una familia de militares y diplomáticos de ascendencia republicana. Su padre, Aurelio Matilla García del Barrio, fue un abogado militar y destacado miembro de Unión Republicana (UR). Su hermano Alfredo fue un abogado y diplomático del gobierno republicano.